# Будущее (фильм, 2016)
«Будущее» (фр. L'Avenir) — французско-немецкий драматический фильм 2016 года, автор сценария и режиссёр Миа Хансен-Лёве. Фильм участвовал в основном конкурсе 66-го Берлинского международного кинофестиваля, где боролся за главный приз смотра — «Золотого медведя». Миа Хансен-Лёве получила приз «Серебряный медведь» за лучшую режиссуру. Изабель Юппер также получила несколько номинаций за свою роль, включая «Премию Лондонского кружка кинокритиков».

## Сюжет
Натали замужем, у неё двое детей, она преподает философию в старших классах парижской школы. Её жизнь посвящена семье, встречам с бывшими учениками и общению с властной матерью. Но однажды муж уходит к другой женщине, мать умирает, а дети создают свои семьи. Натали оказывается совершенно одна, и теперь ей необходимо приспособиться к новой жизни в условиях нежданной свободы.

## В ролях
- Изабель Юппер — Натали Шазо
- Андре Маркон — Хайнц
- Эдит Скоб — Иветт
- Роман Колинка — Фабиен
- Сара Ле Пикар — Хлоя
- Солал Форте — Иоханн
- Грегуар Монтана-Харош — Симон
- Лина Бенцерти — Антония

## Производство
Хансен-Лёве заявила, что она создала роль Натали специально для Изабель Юппер. Она также призналась, что героиня Натали была основана на образе её собственной матери, которая была профессором философии. Съёмки фильма начались 22 июня 2015 года в Париже.

## Критика
Кинокартина получила признание критиков. На сайте Rotten Tomatoes фильм имеет 100 % рейтинг, основанный на 130 отзывах, со средним баллом 8.2/10. Критический консенсус сайта гласит: «Союз между талантливым режиссёром и кинозвездой работает на максимальной мощности, в фильме затронуты темы жизни, любви и безвозвратного течения времени». На сайте «Metacritic», который присваивает фильму рейтинг из 100 отзывов от основных критиков, фильм получил среднюю оценку 88, основанную на 28 отзывах, что указывает на «всеобщее признание».